# نداشوو
نداشوو (به چکی: Nedašov) یک منطقهٔ مسکونی در جمهوری چک است که در ناحیه زلین واقع شده‌است. نداشوو ۱۲٫۴۵ کیلومتر مربع مساحت و ۱٬۴۰۹ نفر جمعیت دارد و ۴۰۵ متر بالاتر از سطح دریا واقع شده‌است.